# Токманенко Вікторія Вікторівна
Вікто́рія Ві́кторівна Карпі́нська-Токманенко (нар. 2 серпня 1987) — українська акторка театру та кіно.

## Життєпис
Вікторія Токманенко народилася 2 серпня 1987 року. У 2004 році закінчила школу № 18 в місті Маріуполь.
Закінчила Київський національний університет театру, кіно і телебачення імені Івана Карпенка-Карого (2008, курс Олега Шаварського).
Акторка Київського академічного Молодого театру.

## Фільмографія
| Рік  |   | Українська назва              | Оригінальна назва            | Роль                                         |
| ---- | - | ----------------------------- | ---------------------------- | -------------------------------------------- |
| 2006 | ф | Аврора                        | рос. Аврора                  | медсестра                                    |
| 2006 | ф | Вовчиця                       |                              | Поліна, подруга Олесі                        |
| 2006 | ф | Диявол із Орлі. Янгол із Орлі |                              | епізод                                       |
| 2008 | ф | Геній порожнього місця        |                              | епізод                                       |
| 2009 | ф | Повернення Мухтара 5          | рос. Возвращение Мухтара 5   | Коровіна                                     |
| 2009 | ф | Крапля світла                 | рос. Капля света             | Олеся                                        |
| 2010 | ф | Повернення Мухтара-6          | рос. Возвращение Мухтара 6   | Аріна                                        |
| 2010 | ф | Повернення Мухтара-7          | рос. Возвращение Мухтара 7   | онука генерала Садкова                       |
| 2011 | ф | Острів непотрібних людей      | рос. Остров ненужных людей   | Алла, невістка Жукових                       |
| 2012 | ф | Джамайка                      | рос. Джамайка                | Матильда (Мотя) Свірідова                    |
| 2012 | ф | Жіночий лікар                 | рос. Женский доктор          | Ірина Кузнєцова, вагітна героїня реаліті-шоу |
| 2012 | ф | Лист очікування               | рос. Обратная сторона Луны 2 | Катя, подруга Насті                          |
| 2012 | ф | Порох і дріб                  | рос. Порох и дробь           | Аня, секретар Караваєвої                     |
| 2013 | ф | Два Івана                     |                              | епізод                                       |
| 2013 | ф | Спецзагін «Шторм»             |                              | Інна                                         |
| 2014 | ф | Впізнай мене, якщо зможеш     |                              | Ліза Копейко                                 |
| 2015 | ф | Пес                           |                              | Жанна                                        |
| 2015 | ф | Гвардія                       |                              | Мариля, польська журналістка                 |
| 2015 | ф | Відділ 44                     |                              | Аліса Літвінова                              |
| 2016 | ф | 25-та година                  |                              | Юлія                                         |